# Långtjärnen (Föllinge socken, Jämtland, 705449-143589)
Långtjärnen är en sjö i Krokoms kommun i Jämtland och ingår i Indalsälvens huvudavrinningsområde.